# باري قالبرايث
باري قالبرايث (بالإنجليزية: Barry Galbraith)‏ هو معلم موسيقى وعازف قيثارة أمريكي، ولد في 18 ديسمبر 1919 في بيتسبرغ في الولايات المتحدة، وتوفي في 13 يناير 1983 في بينينغتون في الولايات المتحدة.

## وصلات خارجية
- باري قالبرايث على موقع ميوزك برينز (الإنجليزية)
- باري قالبرايث على موقع أول ميوزيك (الإنجليزية)
- باري قالبرايث على موقع ديسكوغز (الإنجليزية)